# Mroczna dzielnica
Mroczna dzielnica (tyt. oryg.Exit Wounds –  dosł.: rany wylotowe) – amerykański
film sensacyjny z 2001 roku w reżyserii Andrzeja Bartkowiaka z Stevenem Seagalem w roli głównej.

## Obsada
- Steven Seagal – Orin Boyd
- DMX – Latrell Walker
- Jill Hennessy – Komandor Annette Mulcahy
- Tom Arnold – Henry Wayne
- Bruce McGill – Daniels
- Eva Mendes – Trish
- Thomas Seniuk – Agent wywiadu
- David Vadim – Matt Montini
- Noah Danby – Przywódca Terrorystów
- Dean McKenzie – Carlson
- Daniel Kash – Rory
- Jennifer Irwin – Linda
- Bobby Johnson – Agent wywiadu
- Shakira Harper – Kelnerka
- Matthew G. Taylor – Useldinger
- Quancetia Hamilton – Gospodyni
- Rick Demas – Strażnik więzienny
- Eduardo Gómez – Ojciec
- Paolo Mastropietro – Parker
- Arnold Pinnock – Alan Morris
- Jason Stevens – Technik w pracowni
- Gregory Vitale – Gregory
- Yanira Contreras – Matka
- Mario Torres – Jose
- Drag-On – Shaun Rollins
- Shawn Lawrence – O’Malley
- Peter Kosaka – technik w pracowni
- Neville Edwards – agent
- Shane Daly – Fitz
- Christopher Lawford – zastępca prezydenta
- Jenny Celly – Maria
- John Ralston – Mulcahy's Date
- Simon Kim – bandyta
- Rothaford Gray – Norris
- James Kim – bandyta
- Shekib Ahmad Foroughi – bandyta
- Ekundayo Odesanyo – bandyta
- Christopher Oster – bandyta
- Naomi Gaskin – pani Clark
- Phillip Jarrett – członek drużyny SWAT
- Michael Boisvert – członek drużyny SWAT
- John McConnach – członek drużyny SWAT
- Moses Nyarko – członek drużyny SWAT
- Eldridge Hyndman – członek drużyny SWAT
- Elio Campbell – gliniarz
- Mark Williams – Gliniarz
- Stormm Bradshaw – Stormy
- Shannon Jobe – Striptizerka
- Kym Kristalie – Striptizerka
- Peter Walsh – Człowiek Ducatiego
- Gary Johnston – Anger Management
- Joe Alberico – Anger Management Group
- Stone Conway – Anger Management Group
- Barrington Bignall – Anger Management Group
- Greg Zajac – Anger Management Group
- Ed Semenuk – Anger Management Group
- David Boyce – Anger Management Group
- Jaime Estrada – Anger Management Group
- Michael Jai White – Strutt
- Isaiah Washington – George Clark
- Anthony Anderson – T.K.
- Bill Duke – Hinges

## Fabuła
Akcja filmu rozgrywa się w Detroit. Z policyjnego magazynu znikają warte wiele milionów dolarów narkotyki. Śledztwo prowadzi Orin Boyd (w tej roli Steven Seagal), który chcąc poznać prawdę nagina obowiązujące przepisy. Udaje mu się dotrzeć do potężnego gangstera Latrella Walkera (DMX), który pomaga mu w nawiązaniu kontaktu z mafią.

## Box office
| Świat | US$ 79,958,599 |